# Доусон, Кимья
Ки́мья Мала́йка Эль Ками́но Эрнибе́рт До́усон (англ. Kimya Malaika El Camino Erniebert Dawson; род. 17 ноября 1972, США) — американская певица, автор песен, композитор и гитаристка.

## Биография
Кимья Малайка Эль Камино Эрниберт Доусон родилась 17 ноября 1972 года в США, а с ноября 2006 года она проживает в Олимпии (штат Вашингтон, США). У Кимьи есть брат — Акида Джанглфут Доусон.
Кимья — кузина ударника Фабрицио Моретти.

## Карьера
Кимья начала свою музыкальную карьеру в 1990-х годах. В 1999—2004 и вновь в 2007—2008 года Доусон была солисткой музыкальной фолк-группы «The Moldy Peaches», а также сотрудничала с Aesop Rock.
Также Кимья пишет музыку к фильмам.

## Личная жизнь
Кимья замужем за Анджело Спенсером. У супругов есть дочь — Панда Дейлайла Спенсер (род. 2006).